# Рафаел Алберти
Рафаел Алберти (на испански: Rafael Alberti) е испански поет и драматург. Представител на Поколението от 27-а, той е смятан за една от водещите фигури на Сребърния век на испанската литература. Творчеството му е близко до народната поезия. Една от видните фигури на левицата по време на Гражданската война, той прекарва десетилетия в изгнание и се връща в родината си след падането на режима на Франсиско Франко.

## Биография

### Ранни години
Рафаел Алберти е роден на 16 декември 1902 година в Пуерто де Санта Мария край Кадис, един от центровете на износа на известното вино шери. Двамата му дядовци са италианци и са сред едрите търговци на вино в града, а баща му е служител в „Озбърн“, основният износител на шери за Великобритания. През 1913 година постъпва в йезуитския колеж „Сан Луис Гонсага“, но през 1917 година е изключен за лоша дисциплина.
Семейството на Алберти се премества в Мадрид през май 1917 година. По това време той вече показва силен интерес към рисуването. В Мадрид той отново се отнася небрежно към училището, прекарвайки дълго време в музеите „Касон дел Буен Ретиро“ и „Прадо“, където копира картини и скулптури. Именно като художник той навлиза в артистичните среди на Мадрид, като през октомври 1920 година е поканен да покаже свои картини в Есенния салон. Към поезията го насочва поредица от смъртни случаи през същата година — на баща му, на матадора Хоселито и на писателя Бенито Перес Галдос.

### Начало на литературна дейност
Първоначално започва да се изявява като художник, но впоследствие се обръща към поезията. Първата си книга със стихове пише през 1924 г. През 1925 г. младият поет получава националната награда за литература.

### Испанската република
През 1932 и 1934 година посещава Съветския съюз, от 1934 г. е член на Комунистическата партия в Испания. Жени се за Мария Тереза Леон. По време на гражданската война в Испания 1936-1939 г. участва дейно на страната на антифашистите. През 1939-1940 г. живее във Франция.

### Емиграция в Аржентина
През 1940 година Алберти заминава за Буенос Айрес, където остава до 1963 година.

### Връщане в Европа
През 1964 година посещава Съветския съюз.

## Произведения
- „Моряк на суша“ – стихосбирка – 1924 г.
- „Любовникът“ – 1926 г.
- „За ангелите“ – 1929 г.
- „Един призрак броди из Европа“ – 1933 г.
- „Лозунги“ – стихосбирка – 1933 г.
- „Поетът на улицата“ – стихосбирка – 1936 г.
- "Между карамфила и шпагата" - стихосбирка - 1941 г.
- „Фермин Галан“ – драма - 1931 г.
- "Фронтови нощи в музея Прадо" - драма - 1956 г.
- „Самотната гора“ – мемоари – 1959 г.
- "Рим! Опасен за пешеходци" – 1968 г.
- „Синовете на дракона и други стихотворения“ – 1986 г.

## Награди
- Ленинска награда за мир (1964)